# La Guerre selon Charlie Wilson
Pour plus de détails, voir Fiche technique et Distribution.
La Guerre selon Charlie Wilson (Charlie Wilson's War) est un film américano-allemand de géopolitique réalisé par Mike Nichols, sorti aux États-Unis le 21 décembre 2007 et en France le 16 janvier 2008.
Ce film sur le thème de la guerre d'Afghanistan de 1979 et du programme afghan de la CIA est une adaptation du livre La Guerre de Charlie Wilson : L'extraordinaire histoire de la plus grande opération secrète de l'histoire, de George Crile III (en), sorti en 2003.
Hasard ou pas, le titre fait écho à celui de la bande dessinée britannique Charley's War.

## Synopsis
Au début des années 1980, les États-Unis sont dirigés par Ronald Reagan. Le député texan Charlie Wilson, membre influent du budget du sous-comité américain des crédits à la Défense (en), est essentiellement connu par les médias et le public pour sa facette de fêtard invétéré, grand amateur de whisky et aux nombreuses conquêtes féminines. C'est en réalité un fervent patriote, expert en politique internationale et en guerre froide, qui s'intéresse particulièrement à la guerre d'Afghanistan de 1979 par le biais du programme afghan (en anglais, « Opération Cyclone »).
Charlie Wilson a parmi ses relations la milliardaire américaine Joanne Herring, fervente militante anticommuniste et chrétienne, qui met sa fortune au service des intérêts et idéaux de l'empire américain, et de la chute de son principal ennemi : l'empire soviétique. Trouvant trop timorée la réaction américaine à l'invasion de l'Afghanistan par l'armée rouge, elle persuade Wilson de la nécessité d'un réel soutien armé aux Moudjahidines et de l'opportunité d'infliger une défaite fatale aux Russes, à moindres frais puisqu'elle n'engage pas directement les États-Unis. Convaincu, il fait augmenter le budget alloué aux opérations secrètes dans cette région de 5 millions à 1 milliard de dollars américains et s'assure les services de l'expert de la CIA Gust Avrakotos pour mener à bien cette opération souterraine de l'agence.
Usant respectivement de leur pouvoir, de leur charisme, d'informations secret défense, de diplomatie et disposant d'un budget de l'ordre du milliard de dollars, Wilson, Herring et Avrakotos réussissent à nouer la plus improbable des « alliances ultra-secrètes » pour qu'Israël (leur partenaire au Moyen-Orient) fournisse des armes non compromettantes politiquement aux « Combattants de la Liberté », via l'Égypte et le Pakistan. De là, le général président Mohammed Zia organisera la logistique pour leur faire passer la frontière, permettant aux Afghans de battre l'envahisseur qui est leur ennemi commun.
Malheureusement, une fois les Soviétiques repoussés, les instances américaines se désintéressent de l'Afghanistan et malgré ses efforts, Wilson ne parviendra pas à les convaincre de débloquer un budget pour la reconstruction du pays.

## Fiche technique
- Titre original : Charlie Wilson's War
- Titre français : La Guerre selon Charlie Wilson
- Titre québécois : Le Combat de Charlie Wilson
- Réalisation : Mike Nichols
- Scénario : Aaron Sorkin, d'après le livre La Guerre selon Charlie Wilson : L'extraordinaire histoire de la plus grande opération secrète de l'histoire, de George Crile (en)
- Producteurs : Gary Goetzman et Tom Hanks
- Coproducteur : Mike Haley
- Producteurs associés : Mary Bailey, Edward Hunt (de) et Paul A. Levin
- Producteurs exécutifs : Celia Costas (en), Ryan Kavanaugh (en) et Jeff Skoll
- Musique : James Newton Howard
- Directeur de la photographie : Stephen Goldblatt
- Montage : John Bloom et Antonia Van Drimmelen
- Distribution des rôles : Ellen Lewis (en)
- Création des décors : Victor Kempster (de)
- Direction artistique : Bradford Ricker
- Décorateur de plateau : Nancy Haigh
- Création des costumes : Albert Wolsky
- Casting : Ellen Lewis (en)
- Pays de production :  États-Unis,  Allemagne
- Langue : anglais, dari, russe, ourdou, hébreu, arabe
- Budget : 75 millions de dollars (estimation)[1]
- Sociétés de productions : Universal Pictures, Relativity Media, Participant Productions, Playtone, MP Munich Pape Filmproductions et Good Time Charlie Productions
- Sociétés de distribution :  Universal Pictures •  Paramount Pictures
- Genre : Comédie dramatique, Biopic
- Durée : 102 minutes
- Dates de sortie en salles :
  - États-Unis : 10 décembre 2007 (première à Universal City, en Californie) • 21 décembre 2007
  - Canada : 21 décembre 2007
  - Royaume-Uni : 11 janvier 2008
  - France et Belgique : 16 janvier 2008
- Date de sortie en vidéo :
  - États-Unis : 22 avril 2008
  - France : 5 août 2008

## Distribution
- Tom Hanks (VF : Jean-Philippe Puymartin et VQ : Bernard Fortin) : Charlie Wilson
- Julia Roberts (VF : Céline Monsarrat et VQ : Nathalie Coupal) : Joanne Herring
- Philip Seymour Hoffman (VF : Gabriel Le Doze et VQ : Thiéry Dubé) : Gust Avrakotos
- Amy Adams (VF : Elsa Mollien (es) et VQ : Viviane Pacal) : Bonnie Bach, assistante de Charlie
- Brian Markinson (VF : Maurice Decoster et VQ : Frédéric Desager) : Paul Brown
- Jud Tylor (VQ : Julie Burroughs) : Crystal Lee
- Cyia Batten (VQ : Aline Pinsonneault) : Stacey
- Emily Blunt (VF : Céline Mauge[2] et VQ : Geneviève Cocke) : Jane Liddle
- Peter Gerety (VF : Bernard-Pierre Donnadieu et VQ : Claude Préfontaine) : Larry Liddle
- Denis O'Hare (VF : Renaud Marx et VQ : François Godin) : Harold Holt
- Christopher Denham (VF : Alexandre Gillet et VQ : Philippe Martin) : Mike Vickers
- Ken Stott (VF : Jean Lescot et VQ : Manuel Tadros) : Zvi
- Om Puri (VQ : Vincent Davy) : Mohammed Zia
- Ned Beatty (VF : Roger Carel ; VQ : Yves Massicotte) : Clarence « Doc » Long (en)
- Shiri Appleby (VF : Marie-Eugénie Maréchal) : Jailbait, une des assistantes de Charlie
- Mary Bonner Baker (VF : Christine Bellier ; VQ : Catherine Bonneau) : Marla, une des assistantes de Charlie
- Rachel Nichols : Suzanne, une des assistantes de Charlie
- John Slattery (VF : Pierre-François Pistorio et VQ : Alain Zouvi) : Cravely
- Aharon Ipalé : le ministre israélien de la Défense
- P.J. Byrne : Jim Van Wagenen, assistant de Charlie
- Jim Jansen : un membre de la commission du Congrès
- Erick Avari : Avi Perlman

Sources et légende : Version Française (VF) sur Voxofilm et RS Doublage et Version Québécoise (VQ) sur Doublage Québec

## Production

### Développement et scénario
En 1988, le journaliste George Crile (en) consacrait une émission de 60 Minutes au député Charles Wilson (surnommé « Good Time Charlie », à cause de sa propension à profiter constamment des conquêtes féminines et du whisky), acteur important du Programme afghan de la CIA. Quelques mois plus tard, Wilson l'invita à se joindre à une grande tournée à travers le Moyen-Orient, du Koweït à l'Irak puis à l'Arabie saoudite. Les aventures du député fascinaient Crile, mais restait à expliquer toutes les péripéties : 

« Aucun des protagonistes n'avait une vue complète des événements. Charlie savait seulement le rôle qu'il y avait joué ; idem pour Gust ; idem pour Joanne. George a dû encore consacrer de nombreuses années à interviewer à plusieurs reprises Charlie et Gust et à gagner un peu plus leur confiance. Ensuite, il lui a fallu assembler les pièces du puzzle et trouver un fil conducteur. Cela lui prit 13 ans. »

— Susan Lyne, éditrice et épouse de George Crile.
La sœur de Crile, Barbara, le soutient tout au long de cette entreprise, ce dernier va lui dédier le livre consacré au sujet qui sortira en 2003, qui deviendra un best-seller.
Ce succès suscite rapidement l'intérêt d'Hollywood : le producteur Gary Goetzman entendit parler du livre par un ami député qui lui recommande le livre. Goetzman suit le conseil tout comme l'acteur Tom Hanks, avec lequel il a créé la société de production Playtone, et furent captivés par cette « histoire sans précédent».
Après avoir eu l'autorisation de Crile, Hanks et Goetzman confient l'adaptation du livre au scénariste Aaron Sorkin, scénariste d’À la Maison-Blanche, dont le prochain challenge consista pour le scénariste à « distiller » sous forme de scénario la matière de cet ouvrage complexe et richement documenté. Pour trouver le ton approprié, le scénariste commença par explorer lui-même l'univers dépeint avec tant de précision par le journaliste.
La première mouture du scénario, écrit en huit mois, a satisfait Playtone et Sorkin, qui offrit la mise en scène à un réalisateur confirmé qu'est Mike Nichols, qui est un ami de longue date d'Hanks, malgré le fait qu'ils n'avaient jamais tourné ensemble. Nichols et Hanks ont rencontré le vrai Charlie Wilson pour mieux cerner le personnage.
Le film se dit le plus proche possible de la réalité historique. Le programme afghan a été un remarquable succès indirect pour les États-Unis, qui a contribué à l'affaiblissement du Bloc de l'Est en 1991, mais elle est précurseur de la montée en puissance des Talibans.
Au générique de fin du film, les assistantes de Charlie Wilson sont regroupées sous le titre de « Charlie's Angels », clin d'œil à Drôles de dames.
Le film se termine par une citation de Charles Wilson faisant référence au moment où il s'est vu refuser le financement d'écoles pour l'Afghanistan :
« These things happened. They were glorious and they changed the world... and then we fucked up the end game. »,
(Traduction libre : "Ces choses sont arrivées. Ils étaient glorieux et ils ont changé le monde... puis nous avons foutu en l'air la phase finale.")

### Choix des interprètes
Le rôle-titre est confié à Tom Hanks qui, pour préparer le rôle, eut de nombreux entretiens avec Wilson portant sur la politique, ses relations avec Joanne Herring et Gust Avrakotos, sa personnalité. L'ancien député se révéla le plus précieux des consultants, évoquant avec une sincérité rare ses succès comme ses faiblesses. Le rôle de Joanne Herring, l'une des trois autres protagonistes principaux, est confié à Julia Roberts, qui avait déjà tourné sous la direction de Nichols en 2005 dans Closer, entre adultes consentants. L'actrice, qui avait déjà joué un personnage ayant réellement existé (Erin Brockovich, seule contre tous), a choisi de ne pas rencontrer la vraie Joanne Herring avant de prendre ses propres repères, préférant visionner l'épisode de 60 Minutes consacré à Wilson. Par la suite, les deux femmes se sont finalement rencontrées.
Le rôle de Gust Avrakotos, le troisième personnage central, est confié à Philip Seymour Hoffman, récemment oscarisé pour sa prestation dans Truman Capote et qui a également travaillé avec Nichols sur la pièce La Mouette. Le comédien, passionné d'actualité, n'a pas pu rencontrer son modèle, décédé peu avant le début du tournage, mais tous ceux qui ont connu Avrakotos s'accordent sur l'étonnante justesse de son interprétation. Pour rentrer dans son personnage, Hoffman s'appuya sur le témoignage de certains des hommes qui avaient le mieux connu ce dernier en passant un certain temps avec le fils de l'agent et avec son successeur au Bureau Afghan, l'ancien agent Milt Bearden, conseiller CIA du film.
Personnage composite, Bonnie Bach, assistante du député ayant également un rôle important, est confié à Amy Adams. Actrice en vue depuis sa nomination à l'Oscar de la meilleure actrice dans un second rôle pour Junebug et qui allait triompher dans les salles avec Il était une fois, elle a subjugué Nichols pour sa performance dans Junebug, qui a conseillé tout le monde d'aller voir le film. L'actrice avait tourné une courte scène avec Hanks dans Arrête-moi si tu peux (2002).
Cette dernière avait déjà joué dans un épisode À la Maison-Blanche, écrit par Sorkin et était rompu au style de dialogue du scénariste :

« C'est toujours brillant et extrêmement rapide, mais j'ai essayé de jouer mes échanges avec Tom de façon réaliste pour mettre en valeur l'intelligence aiguë, le culot et la vitalité de Bonnie. »

— Amy Adams, interprète de Bonnie Bach.
Le rôle de Jane Liddle, conquête de Wilson, est confié à une autre actrice montante, Emily Blunt, qui a tourné ses scènes en deux jours. Bien qu'apparaissant dans une scène du film, Adams et Blunt se donneront finalement la réplique l'année suivante dans Sunshine Cleaning. À noter que les deux actrices ont joué avec le fils de Tom Hanks, Colin, la première dans Standing Still et la seconde dans Mister Showman. Adams, quant à elle, retournera au côté de Philip Seymour Hoffman dans Doute.
Coïncidence amusante : le rôle d'une des secrétaires de Charlie Wilson est interprété par Mary Bonner Baker, fille de James Baker, ancien secrétaire au trésor américain sous le gouvernement de Ronald Reagan, président des États-Unis au moment où se déroule l'action du film.

### Tournage
- Si de nombreuses scènes du film prennent place au Pakistan et en Afghanistan, elles ont en réalité été tournées au Maroc, comme le prouvent les lieux de tournage[7] :
- Downey Studios (en), Downey, Californie,  États-Unis (studio)
- Hancock Park (en), Los Angeles, Californie,  États-Unis (maison de Joanne Herring)
- Los Angeles,  Californie,  États-Unis
- Marrakech,  Maroc
- Maroc
- Santa Clarita, Californie,  États-Unis

## Musique
Sauf indication contraire, les informations mentionnées dans cette section peuvent être confirmées par le générique de fin de l'œuvre audiovisuelle présentée ici, ainsi que par la base de données cinématographiques IMDb,  présente dans la section « Liens externes ».
- Never, Never Gonna Give Ya Up par Barry White de 1973 (à Las Vegas dans le bain tourbillon).
- Angel of the Morning (en) par Juice Newton de 1981 (dans son appartement Charlie en compagnie de Jane fumant légèrement vêtue).
- Siboney (en) par Ernesto Lecuona de 1929.
- Pakistan Marketplace par E. Prion et O. Prion.
- Bad Girls par Donna Summer de 1979.
- This Little Light of Mine (en) par Mavis Staples.
- Stomp ! (en) par Brothers Johnson de 1980.
- Opus 1 par Jimmy Bryant.
- Adieu de Slavianka de Vassili Agapkine de 1912 (à Moscou parade militaire sur la place rouge, en Afghanistan les hélicoptères soviétiques mitraillent et tirent des roquettes sur la population, à Islamabad Charlie entre au palais présidentiel).
- Israeli Café, No. 3 par Shai Hadad.
- Let's Dance par David Bowie de 1983.
- Ladies Night par Kool and the Gang de 1979.

Musiques non mentionnées dans le générique
Par James Newton Howard :
- Charlie Wilson, durée : 3 min 3 s.
- Telex machine, durée : 1 min 32 s.
- Jailbait, durée : 1 min 6 s.
- Refugee camp, durée : 5 min 11 s.
- It’s up to me, durée : 2 min 48 s.
- The belly dancer, durée : 2 min 41 s.
- Turning the tide, durée : 8 min 33 s.
- Where’s it at, Charlie ?, durée : 1 min 12 s.
- Balcony, durée : 1 min 29 s.
- Honored colleague, durée : 6 min 9 s.

## Accueil

### Accueil critique
Sur l'agrégateur américain Rotten Tomatoes, le film récolte 82 % d'opinions favorables pour 199 critiques. Sur Metacritic, il obtient une note moyenne de 67⁄100 pour 39 critiques.
En France, le site Allociné propose une note moyenne de 3,6⁄5 à partir de l'interprétation de critiques provenant de 24 titres de presse.

### Box-office
| Pays ou région | Box-office      | Date d'arrêt du box-office | Nombre de semaines |
| -------------- | --------------- | -------------------------- | ------------------ |
| Mondial        | 119 512 771 $   | 1er février 2009           | -                  |
| États-Unis     | 66 661 095 $    | 6 mars 2008                | 11                 |
| France         | 568 305 entrées | 5 mars 2008                | 8                  |
| Suisse         | 92 342 entrées  | 13 avril 2008              | -                  |

## Distinctions

### Récompenses
- WAFCA Award du meilleur scénario adapté pour Aaron Sorkin (2007)
- World Soundtrack Award du compositeur de musique de film de l'année pour James Newton Howard (2008)
- Sant Jordi Award du meilleur acteur étranger pour Philip Seymour Hoffman (2009)

### Nominations
- Golden Globe du meilleur film musical ou de comédie (2008)
- Golden Globe du meilleur acteur dans un film musical ou une comédie pour Tom Hanks (2008)
- Golden Globe du meilleur acteur dans un second rôle pour Philip Seymour Hoffman (2008)
- Golden Globe de la meilleure actrice dans un second rôle pour Julia Roberts (2008)
- Golden Globe du meilleur scénario pour Aaron Sorkin (2008)
- Oscar du meilleur acteur dans un second rôle pour Philip Seymour Hoffman (2008)
- BAFTA du meilleur acteur dans un second rôle pour Philip Seymour Hoffman (2008)